# Mafia III
Mafia III is een third-person shooter ontwikkeld door Hangar 13. Het spel werd op 7 oktober 2016 uitgebracht door 2K Games voor de PlayStation 4, Windows en Xbox One. Het spel is het vervolg op Mafia II, ontwikkeld door 2K Czech.

## Verhaal
Lincoln Clay is een Afro-Amerikaanse man die terugkeert naar New Bordeaux nadat hij gevochten heeft in de Vietnamoorlog. Als kind groeide hij op bij de Black Mob die onder leiding stond van Sammy Robinson. In 1968 keert Lincoln terug naar New Bordeaux, hij wordt opgevangen door zijn broer Ellis die hem vertelt dat de Black Mob betrokken is bij een gang-oorlog met de Haïtiaanse maffia. Ook komt hij te weten dat de Black Mob grote schulden heeft opgebouwd bij Sal Marcano (Geïnspireerd door Carlos Marcello). Lincoln ontmoet vervolgens Sal, die hem vertelt dat Sammy te zwak is om de gang te leiden. Sal geeft  Lincoln het advies dat hij de macht moet grijpen nu het nog kan, Lincoln doet dit niet vanwege zijn loyaliteit aan Sammy. Lincoln besluit daarna om met Sal's zoon Giorgi, de Louisiana Federal Reserve te overvallen om zo de schulden af te betalen die de Black Mob gedurende de jaren heeft opgebouwd bij de Marcano familie. De overval is een succes en de betrokken partijen vieren een feestje in Sammy's bar. Echter besluiten Sal en zijn zoon Giorgi om het geld voor zichzelf te houden en de Black Mob te verraden, ze vermoorden iedereen die aanwezig is en steken vervolgens de bar in brand, Lincoln heeft het geluk dat de kogel alleen zijn schedel heeft beschadigd, Lincoln wordt vervolgens gered door Dominee James. Hij loopt wel flinke brandwonden op. 
Nadat Lincoln hersteld is van zijn verwondingen neemt hij contact op met John Donovan, een voormalig CIA agent waarmee hij in Vietnam veel contact had. Donovan gaat met Lincoln in zee, zijn motivaties blijven gedurende het verhaal onduidelijk. Om zijn missie te laten slagen heeft Lincoln hulp nodig. Hij rekruteert drie bekende criminelen die hem moeten helpen om de stad over te nemen Dit zijn; Cassandra, een Haïtiaanse gangster. Thomas Burke, leider van een Ierse bende en Vito Scaletta (Protagonist van Mafia II) een ex-maffia lid die verbannen is naar New Bordeaux vanwege het vermoorden van prominente leden van verschillende maffia-families. Na het elimineren van Marcano's luitenanten, Ritchie Doucet, Roman "The Butcher" Barbieri, en Michael Grecco, onthult Lincoln zijn plan. Samen zullen ze systematisch Marcano's bronnen van inkomsten vernietigen, prominente leden uitschakelen en districten overnemen. Lincoln bepaalt uiteindelijk welke onderbaas een district toegewezen krijgt. Als Lincoln te veel districten aan één onderbaas geeft zullen de andere twee onderbazen in opstand komen. Als dit proces zich te vaak herhaalt zullen ze Lincoln de oorlog verklaren en zul je hen moeten liquideren. 
Donovan verschaft belangrijke informatie aan Lincoln, die zo te weten komt waar de prominente leden van Marcano's familie zich bevinden, hij vermoordt verschillende leden waaronder raadgever Tony Derazio, en smokkelaar Frank Pagani. Ook komt Lincoln erachter dat Sal een groot Casino wil laten bouwen om zo zijn inkomsten te vergroten. Marcano koopt hierbij politicus en KKK-lid Remy Duvall om. Lincoln vermoordt vervolgens Duvall om te voorkomen dat Marcano's plannen worden gerealiseerd, Lincoln vermoordt daarna ook Lou and Tommy Marcano. Na een mislukte aanslag op Lincoln's leven verzamelen Sal en Giorgi zich samen met hun resterende manschappen in het casino dat nog in aanbouw is. Lincoln komt hier met behulp van Donovan achter en start met de laatste fase van zijn plan. Lincoln vermoordt iedereen die aanwezig is in het casino waaronder Giorgi. Lincoln confronteert vervolgens Sal in zijn kantoor. Sal vertelt dat hij alleen nog Giorgi wilde beschermen en dat hij geen perspectief meer ziet. Sal geeft daarna Lincoln de gelegenheid om hem te vermoorden, als de speler hier te lang mee wacht pleegt Sal zelfmoord.
Als Lincoln het casino verlaat wordt hij opgewacht door Leo Galante, die inmiddels erg oud is. Leo vraagt aan Lincoln wat zijn plan is. Lincoln vertelt dat hij alleen een probleem had met de Marcano familie en dat hij zich voor de rest niet meer zal bemoeien met de belangen van de samenwerkende maffia-families. Leo bedankt Lincoln en vertelt dat hij New Bordeaux voor zichzelf mag houden zolang hij maar 20% van zijn inkomsten betaalt aan de families, een soort belasting. Lincoln keert vervolgens terug naar Donovan en Dominee James. Lincoln moet daarna een keuze maken: New Bordeaux verlaten en een leven vol criminaliteit achter zich laten om te voorkomen dat hij net zoals Sal Marcano eindigt, De macht grijpen en al zijn onderbazen liquideren zodat alle inkomsten voor Lincoln zelf zijn of samen met zijn onderbazen over de stad regeren.

## New Bordeaux
New Bordeaux is de fictieve stad uit Mafia III. Het is voornamelijk gebaseerd op New Orleans.

## Downloadbare inhoud
Sinds de release van Mafia III zijn er drie verhaal uitbreidingen (DLC's) uitgebracht door uitgever 2K.
In de eerste DLC genaamd Faster, Baby! moet Lincoln een corrupte sheriff zien te vermoorden, er werd een nieuw gedeelte van de map vrijgegeven en er werd een nieuw personage genaamd Roxy Laveau toegevoegd.
In de tweede DLC genaamd Stones Unturned zien we hoe Lincoln een oude rivaal tegenkomt, dit verhaal begint in de jungles van Vietnam.
In de derde DLC genaamd Sign of the Times moet Lincoln een serie-moordenaar zien op te sporen.

## Ontvangst
| \| Recensiescore \| Recensiescore \| \| Publicist \| Score \| \| --------------- \| -------------- \| \| Power Unlimited \| (X1) 68/100[2] \| |             |
| Recensiescore |             |
| Publicist | Score       |
| Power Unlimited | (X1) 68/100 |